# 油野純帆
油野 純帆（あぶらの すみほ、1998年7月17日 - ）は、札幌テレビ放送のアナウンサー。神奈川県川崎市出身。

## 略歴・人物
- 法政大学経済学部現代ビジネス学科卒業後、2021年入社。
- 2021年7月16日放送のSTVラジオ「工藤じゅんきの十人十色」内のSTVニュースで、アナウンサーとして初鳴き。
- 2022年3月7日放送の村岡啓介 Re:Fresh!に佐々木美波の代理で出演し、ラジオの生ワイド番組初出演。
- 乃木坂46のファンであり、特に元メンバーの白石麻衣の大ファンで、学生時代に握手会へ行き、7時間待って握手をしてもらった事をラジオ番組内で明かしている。[要出典]
  - また、大学時代アパレル系のアルバイト先に白石が来店し、洋服を買っていったが、後日油野がその時の洋服と同じ物を着て握手会へ行き順番が回ってきた時、白石から「あの時の!!」と声をかけて貰えた事も、同時に明かしている。[要出典]
- その他にも、女性アイドルに対し幅広く精通しているとも番組内にて発言している。[要出典]

## 出演番組
テレビ
- STVニュース（2021年7月 - 、不定期）
- 1×8いこうよ!（2022年4月 - 、不定期）
- どさんこワイド179（2024年4月 - ）

ラジオ
- STVニュース（2021年7月 - 、不定期）
- まるごと!エンタメ〜ション（2023年4月5日 - 、水 - 金曜担当、2024年4月1日 - 、月・火曜日）
- STVラジオ開局60周年記念　ハーベストフェス2022（2022年10月9日）

## 過去の出演番組
テレビ
- ハッピーおとどけ隊（2021年7月 - 、不定期）

ラジオ
- 聖ヨウジ学園（2021年9月27日 - 2022年3月25日） - 生徒会長兼新人アナウンサー役
- 村岡啓介 Re:Fresh!（2022年3月7日） - 佐々木美波アナウンサーの代理
- イイ加減にしろっぷサンデー（2022年3月20日） - 久保朱莉アナウンサーの代理
- まるごと!エンタメ〜ション
  - ようじのぢかん 11月第2週（2022年11月14日 - 18日）
  - ようじのぢかん 5月第2週（2023年5月8日 - 12日）
- 北海道ライブ あさミミ!（2022年3月28日 - 2023年3月31日：月曜 - 水曜）